# Xã Troy, Quận Day, Nam Dakota
Xã Troy (tiếng Anh: Troy Township) là một xã thuộc quận Day, tiểu bang Nam Dakota, Hoa Kỳ. Năm 2010, dân số của xã này là 39 người.